# Prefectura apostólica de Battambang
La prefectura apostólica de Battambang (en latín: Praefectura Apostolica Battambangen(sis) y en camboyano: ភូមិភាគបាត់ដំបង) es una circunscripción eclesiástica latina de la Iglesia católica en Camboya, inmediatamente sujeta a la Santa Sede. La prefectura apostólica tiene al sacerdote Enrique Figaredo Alvargonzález, S.I. como su ordinario desde el 1 de abril de 2000. 

## Territorio y organización
La prefectura apostólica tiene 81 456 km² y extiende su jurisdicción sobre los fieles católicos de rito latino residentes en las provincias de Battambang, Pursat, Kompung Chinang, Kompung Thom, Siem Reap, Preah Wijía, Oddar Mean Chey, Banteay Mean Chey y Pailin. 
La sede de la prefectura apostólica se encuentra en la ciudad de Battambang, en donde se halla la Procatedral de la Inmaculada Concepción.
En 2020 en la prefectura apostólica existían 27 parroquias.

## Historia

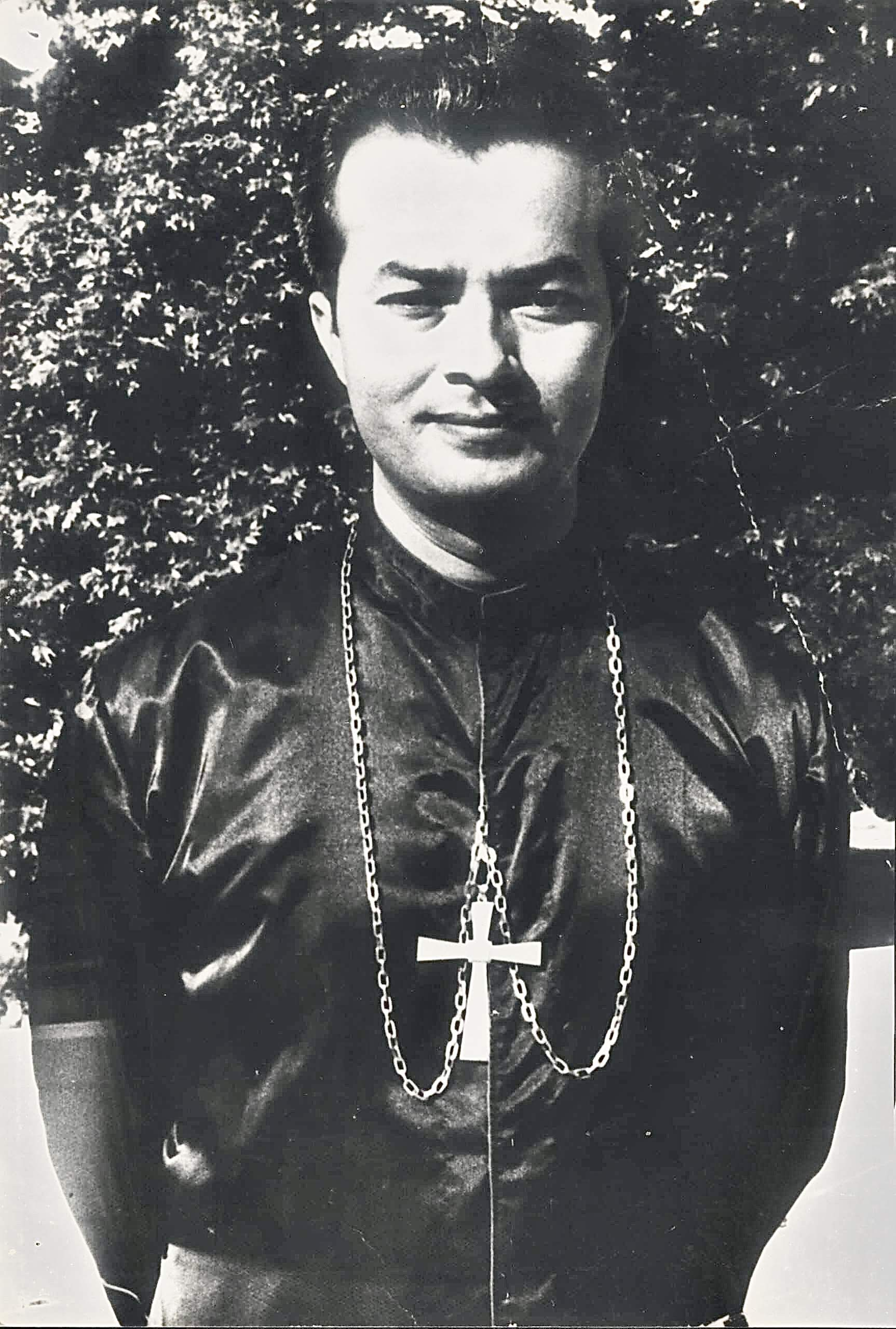
Paul Tep Im Sotha, prefecto apostólico asesinado por los jemeres rojos en 1975

La prefectura apostólica de Battambang tiene sus raíces en la historia de la comunidad católica en la ciudad de Battambang. El 5 de enero de 1790 unos 300 camboyanos católicos provenientes de Pursat, Kompong Svay y los alrededores de Battambang fueron el motivo de la presencia católica llamada ahora Pet Yiet Chee. Algunos se instalaron en las provincias de Siem Reap y Kompung Thom. A mediados del siglo XIX el Reino de Camboya fue destruido por una invasión de tai (provenientes de la actual Tailandia), algunas comunidades católicas desaparecieron; en 1850 la Santa Sede creó el vicariato apostólico de Nom Pen cubriendo todo el país y encargando su administración a los padres de la Sociedad de las Misiones Extranjeras de París.
Durante el protectorado francés hubo quienes llegaron de Vietnam viviendo en Camboya, en 1905 llegaron 2 hermanas de la Providencia de Portieux y fundaron un hospital y un orfanato. Una iglesia hecha en esa época fue destruida en 1975 por el Jemer Rojo de Pol Pot, tras su triunfo en la guerra civil camboyana (1970-1975). El 26 de septiembre de 1968 el papa Pablo VI dividió el vicariato apostólico en 3 partes: Nom Pen, Kompong Cham y Battambang, quedando erigida la prefectura apostólica mediante la bula Qui in Beati Petri.
Durante los años oscuros del genocidio camboyano (1975-1979) todos los sacerdotes y monjas, salvo quienes abandonaron el país, y un gran número de fieles perdieron sus vidas a manos del Jemer Rojo. Paul Tep Im Sotha, primer prefecto apostólico de Battambang, fue asesinado junto con el benedictino Jean Badre por los jemeres rojos el 30 de abril de 1975, en Bat Trang en el distrito de Mongolborei de la provincia de Banteay Meanchey. 
Al final del régimen del Jemer Rojo, en 1979 y en los años de 1980, solamente había algunos católicos entre los cientos de miles de refugiados en los campamentos de la frontera con Tailandia. Estas comunidades, durante su tiempo de exilio, se formaron junto con los misioneros de la Sociedad de las Misiones Extranjeras de París para traducir la Biblia y la liturgia al idioma camboyano. Después de la liberación de 1979 por Vietnam, en la guerra Camboya-Vietnam, los fieles reorganizaron sus vidas alrededor de su fe, instalándose en el noroeste de la prefectura. La Iglesia demandó la devolución de propiedades y edificios como el hospital de las Hermanas de la Providencia en Battambang. 
En 1990 las comunidades católicas recibieron el permiso de libertad de culto y Cáritas Camboya se restableció después de una ausencia de 15 años. El obispo Yves Ramousse, que en 1983 fue el responsable de la pastoral de las comunidades camboyanas dispersas en el mundo, regresó en 1992. El 25 de julio la Santa Sede refundó el vicariato apostólico de Nom Pen y el 21 de diciembre del mismo año Ramousse fue nombrado administrador apostólico de Battambang hasta el año 2000.

## Estadísticas
De acuerdo al Anuario Pontificio 2021 la prefectura apostólica tenía a fines de 2020 un total de 5169 fieles bautizados.
| Año                                                                             | Población            | Población | Población      | Sacerdotes | Sacerdotes    | Sacerdotes    | Bautizados por sacerdote | Diáconos permanentes | Religiosos | Religiosos | Parroquias |
| Año                                                                             | Bautizados católicos | Total     | % de católicos | Total      | Clero secular | Clero regular | Bautizados por sacerdote | Diáconos permanentes | Varones    | Mujeres    | Parroquias |
| ------------------------------------------------------------------------------- | -------------------- | --------- | -------------- | ---------- | ------------- | ------------- | ------------------------ | -------------------- | ---------- | ---------- | ---------- |
| 1970                                                                            | 9079                 | 1 800 000 | 0.5            | 11         | 1             | 10            | 825                      |                      | 11         | 34         |            |
| 1973                                                                            | 4500                 | 2 000     | 0.2            | 2          | 1             | 1             | 2250                     |                      | 1          | 14         | 12         |
| 1999                                                                            | 3000                 | 3 204 328 | 0.1            | 5          | 2             | 3             | 600                      |                      | 7          | 6          | 2          |
| 2000                                                                            | 3000                 | 3 205 000 | 0.1            | 7          | 1             | 6             | 428                      |                      | 10         | 7          | 8          |
| 2001                                                                            | 3059                 | 3 621 327 | 0.1            | 8          | 5             | 3             | 382                      |                      | 9          | 10         | 8          |
| 2002                                                                            | 3206                 | 3 621 327 | 0.1            | 10         | 4             | 6             | 320                      |                      | 6          | 14         | 8          |
| 2003                                                                            | 3321                 | 3 621 327 | 0.1            | 11         | 5             | 6             | 301                      |                      | 6          | 19         | 8          |
| 2004                                                                            | 3456                 | 3 621 327 | 0.1            | 9          | 3             | 6             | 384                      |                      | 6          | 19         | 9          |
| 2010                                                                            | 4125                 | 4 335 000 | 0.1            | 12         | 6             | 6             | 343                      |                      | 6          | 19         | 9          |
| 2014                                                                            | 4602                 | 4 011 000 | 0.1            | 13         | 4             | 9             | 354                      |                      | 15         | 31         | 27         |
| 2017                                                                            | 4902                 | 4 162 000 | 0.1            | 15         | 3             | 12            | 326                      |                      | 18         | 35         | 27         |
| 2020                                                                            | 5169                 | 4 327 570 | 0.1            | 17         | 3             | 14            | 304                      |                      | 19         | 36         | 26         |
| Fuente: Catholic-Hierarchy, que a su vez toma los datos del Anuario Pontificio. |                      |           |                |            |               |               |                          |                      |            |            |            |

## Episcopologio
- sacerdote Paul Tep Im Sotha † (26 de septiembre de 1968-30 de abril de 1975 falleció)
  - Sede vacante (1975-2000)[3]
- sacerdote Enrique Figaredo Alvargonzález, S.I., desde el 1 de abril de 2000